# 水道哲学
水道哲学（すいどうてつがく）は、松下幸之助の語録に基づく経営哲学である。幼少期に赤貧にあえいだ幸之助が、水道の水のように低価格で良質なものを大量供給することにより、物価を低廉にし消費者の手に容易に行き渡るようにしようという思想（経営哲学）である。

## 概説
1932年（昭和7年）5月5日、大阪堂島の中央電気倶楽部で開催された、松下電器製作所（当時）の第1回創業記念式での社主告示において、松下曰く、
| 産業人の使命は貧乏の克服である。その為には、物資の生産に次ぐ生産を以って、富を増大しなければならない。水道の水は価有る物であるが、乞食が公園の水道水を飲んでも誰にも咎められない。それは量が多く、価格が余りにも安いからである。産業人の使命も、水道の水の如く、物資を無尽蔵にたらしめ、無代に等しい価格で提供する事にある。それによって、人生に幸福を齎し、この世に極楽楽土を建設する事が出来るのである。松下電器の真使命も亦その点に在る。 |

とあり、物資を潤沢に供給することにより、物価を低廉にし消費者の手に容易に行き渡るようにしようという思想である。